# Lesíček
Lesíček est un village de Slovaquie situé dans la région de Prešov.

## Histoire
Première mention écrite du village en 1402.

## Démographie

### Évolution de la population
| Année:               | 1994. | 2004.    | 2014.    | 2024.    |
| -------------------- | ----- | -------- | -------- | -------- |
| Nombre de personnes: | 259   | 295      | 375      | 449      |
| Différence:          |       | +13,89 % | +27,11 % | +19,73 % |

| Année:               | 2023. | 2024.   |
| -------------------- | ----- | ------- |
| Nombre de personnes: | 443   | 449     |
| Différence:          |       | +1,35 % |